# Michael van Gerwen
Michael van Gerwen (Boxtel, 1989. április 25. –) háromszoros világbajnok holland dartsjátékos. 2005-től 2007-ig a British Darts Organisation, majd 2007-től a Professional Darts Corporation tagja. Az első világbajnoki címének megszerzésekor a sportág legfiatalabb világbajnokának számított. Beceneve "Mighty Mike".

## Életpályája

### Kezdetek
Van Gerwen 1989. április 25-én született a hollandiai Boxtelben, Észak-Brabant tartományban.
12 éves koráig védőként futballozott, 13 évesen kezdett el versenyszerűen dartsozni.
Első döntőjét alig 14 évesen játszotta a Primus Masters Youth tornán 2003-ban. Ezután a fiatalok között sok címet szerzett, majd megnyerte a német nyílt dartsbajnokságot 2005-ben, amely mellé még a norvég, svéd és északír nyílt dartsbajnokságok trófeáit is begyűjtötte. Még ebben az évben megnyerte hazájában az ifi bajnoki címet is, amelyet a következő évben sikeresen meg is védett.

### BDO
2003 és 2007 között a BDO szervezet tornáin vett részt, ahol 2006-ban elődöntőig jutott a Bavaria World Darts Trophy tornán. Itt Martin Adamstől kapott ki, de majdnem sikerült dobnia egy kilencnyilas kiszállót, csak az utolsó nyilat hibázta el a dupla 12-re. Ezenkívül sikerült megdobnia a legmagasabb kiszállót, a 170-et. Van Gerwennek sikerült a szezon további részére is megtartania jó formáját, és a valaha volt legfiatalabb játékosként 17 évesen és 174 naposan megnyerte a Winmau World Masters tornát, ahol a nagyon rutinos angol Martin Adams-t verte a fináléban.
Jó teljesítményének köszönhetően felröppentek a hírek, hogy van Gerwen átszerződik a konkurens szervezetbe a PDC-be. Van Gerwen később egy sajtókonferencián tagadta ezeket a híreket.
A 2007-es BDO-dartsvilágbajnokságon a legnagyobb esélyesként tartották számon, de meglepetésre már az első körben kiesett 3–2-re az angol Gary Robsontól. 
2007-ben a világbajnokság döntőjének éjszakáján a holland televízióban bejelentették, hogy van Gerwen a 2006-os BDO-világbajnokkal Jelle Klaasennel és másik honfitársával Vincent van der Voorttal elhagyja a BDO-t és átszerződik a PDC-hez.

### PDC
Miután Gerwen átkerült a PDC-be, a friss világranglistán a 88. pozíciót foglalta el. Miközben még a BDO-nál volt, megengedték neki, hogy pár PDC versenyen rajthoz állhasson, így tudott például részt venni a holland nyílt dartsbajnokságon, mielőtt a PDC-hez igazolt.
Hivatalosan 2007 januárjában debütált a PDC-nél egy Players Championships tornán, amelyet Gibraltáron rendeztek. Itt megverte Andy Hamiltont és továbbjutott az első körből, mielőtt a nyolcaddöntőben vereséget szenvedett honfitársától Roland Scholtentől. Másnap az első körben verte meg a friss PDC világbajnok Raymond van Barneveldet, majd a nyolcaddöntőt is sikerrel véve, a negyeddöntőben Alan Warriner-Little ellen esett ki.
A Master of Darts tornán folytatta jó szereplését ahol többek között Phil Taylort is sikerült legyőznie. Itt az elődöntőig sikerült eljutnia, ahol van Barneveld verte meg, aki ellen ezen a mérkőzésen megszerezte első 9 nyilasát is.
Első UK Open szereplésén 2007-ben a legjobb 32-ig jutott, ahol Colin Osborne ütötte el a továbbjutástól.
2008-ban a világbajnokságon rögtön az első körben Phil Taylorral került össze. Bár jól játszott és meccsnyila is volt, a végén mégis Taylor jutott tovább.
2009 áprilisában véget ért nyeretlensége és megnyert egy Players Championships tornát, mellyel 6000 fontot zsebelt be.
Mielőtt részt vett a 2011-es vb-n, elindult PDC U-21-es világbajnokságán, ahol első helyen volt kiemelt, de a döntőben kikapott.
A 2012-es World Matchplay tornán a nyolcaddöntőben dobott egy 9 nyilast Steve Beaton elleni győztes mérkőzésen. 
Az első kiemelt PDC tornagyőzelme a 2012-es World Grand Prix-n született meg, ahol a döntőben Mervyn Kinget győzte le. Ezután a győzelem után karrierje megindult felfelé, és rögtön elkezdte gyüjtögetni a trófeákat is.
A 2013-as vb-n a negyeddöntőben legyőzte a kétszeres címvédő Adrian Lewist egy nagyon magas színvonalú mérkőzésen. A következő meccsén az elődöntőt is sikerrel vette James Wade ellen, aki ellen sikerült megdobnia az első 9 nyilasát a világbajnokságokon. A kilencnyilas után a következő legben újra esélye nyílt egy újabb tökéletes körre, de az utolsó nyilat elhibázta, így „csak” 17 db tökéletes nyilat dobott egymás után, amely korábban még senkinek sem sikerült. Ezzel elvett egy rekordot Taylortól, aki 2010-ben 16 tökéletes nyilat produkált egymás után.
Van Gerwen ezután a meccs után készülhetett első világbajnoki döntőjére, amelyet 2013. január 1-én rendeztek, és ellenfele nem más volt mint az akkoriban már 15-szörös világbajnok legenda Phil Taylor. A döntőben már 4–2-re is vezetett szettek tekintetében, de Taylor óriási menetelésének és sorozatban nyert 5 szettjének köszönhetően újra világbajnok lett.
Pár hónappal később viszont már van Gerwen örülhetett, mivel a Premier League döntőjében visszavágott ellenfelének és 10–8-ra legyőzte őt.
A következő világbajnokságon, 2014-ben már senki sem tudta megállítani van Gerwent, aki a döntőben a skót Peter Wrightot legyőzve, megszerezte első világbajnoki címét. A világbajnoki cím megszerzése után, a világranglistán is az első helyre ugrott, Phil Taylort letaszítva a trónról.
2015-ben már nem sikerült annyira fényesen számára a világbajnokság, mivel a későbbi győztes Gary Anderson ellen elbukta az elődöntőt. Az év további részében viszont remekelt, és megnyerte az összes kiemelt PDC tornát, kivéve a World Grand Prix-t, ahol a skót Robert Thornton győzte le a döntőben. Még ebben az évben ő lett a második játékos Phil Taylor után, aki meg tudta nyerni karrierje során az összes kiemelt PDC tornát. Ezt a Grand Slam of Dartson megszerzett tornagyőzelme után mondhatta el magáról.
2016-ban első számú esélyesként érkezett a világbajnokságra, de a nyolcaddöntőben egy magas színvonalú és izgalmas mérkőzésen alulmaradt Raymond van Barnevelddel szemben.
A világbajnokság után újra sikerült jó formába lendülnie, és megnyert minden kiemelt televíziós PDC tornát, mellyel a világranglistán még jobban megszilárdította vezető pozícióját.
A következő évben a tavalyihoz hasonlóan szintén ő volt a legnagyobb esélyese a világbajnokságnak, és ebben az évben már nem is hibázta el a lehetőséget. Van Gerwen így 2014 után másodszor is világbajnok lett. A döntőben a legutóbbi két világbajnokság győztesét, Gary Andersont verte meg 7–3-ra.
Van Gerwen a 2018-as világbajnokságra címvédőként érkezett, valamint az első helyen állt az aktuális világranglistán. A vb-n az elődöntőig jutott, ahol Rob Cross ellen esett ki, aki 6–5-re (döntő játszmában) verte meg a hollandot.
A 2019-es világbajnokság második fordulójában Alan Tabernt ejtette ki, majd a legjobb 32 között 4–1-es győzelmet aratott a német Max Hopp ellen. A következő körben a korábban két világbajnoki címet szerző Adrian Lewist, majd a négy közé kerülésért Ryan Joyce-t győzte le, utóbbit 5–1 arányban. Az elődöntőben Gary Andersonnal játszott és a mérkőzésen végig dominálva 6–1-re győzte le a skót játékost. A döntőben Michael Smith volt az ellenfele, van Gerwen pedig 7–3-as győzelemmel szerezte meg pályafutása harmadik világbajnoki címét.

## Világbajnoki szereplései

### BDO
- 2007: Első kör (vereség  Gary Robson ellen 2–3)

### PDC
- 2008: Első kör (vereség  Phil Taylor ellen 2–3)
- 2009: Második kör (vereség  Phil Taylor ellen 0–4)
- 2010: Második kör (vereség  James Wade ellen 2–4)
- 2011: Első kör (vereség  Mensur Suljović ellen 1–3)
- 2012: Harmadik kör (vereség  Simon Whitlock ellen 3–4)
- 2013: Döntő (vereség  Phil Taylor ellen 4–7)
- 2014: Győztes ( Peter Wright ellen 7–4)
- 2015: Elődöntő (vereség  Gary Anderson ellen 3–6)
- 2016: Harmadik kör (vereség  Raymond van Barneveld ellen 3–4)
- 2017: Győztes ( Gary Anderson ellen 7–3)
- 2018: Elődöntő (vereség  Rob Cross ellen 5–6)
- 2019: Győztes ( Michael Smith ellen 7–3)
- 2020: Döntő (vereség  Peter Wright ellen 3–7)
- 2021: Negyeddöntő (vereség  Dave Chisnall ellen 0–5)
- 2022: Harmadik kör (visszalépett – Covid19 fertőzés)
- 2023: Döntő (vereség  Michael Smith ellen 4–7)
- 2024: Negyeddöntő (vereség  Scott Williams ellen 3–5)
- 2025: Döntő (vereség  Luke Littler ellen 3–7)

## Döntői

### BDO nagytornák: 1 döntős szereplés
| Történet                   |
| Winmau World Masters (1–0) |

| Eredmény | Sorszám | Év   | Bajnokság            | Ellenfél a döntőben | Pontok   |
| Győztes  | 1.      | 2006 | Winmau World Masters | Martin Adams        | 7–5 (sz) |

### PDC nagytornák: 59 döntős szereplés
| Történet                          |
| PDC Világbajnokság (3–4)          |
| World Matchplay (3–2)             |
| World Grand Prix (6–1)            |
| Grand Slam (3–1)                  |
| Premier League (7–2)              |
| UK Open (3–1)                     |
| The Masters (5–1)                 |
| Champions League of Darts (1–1)   |
| Európa-bajnokság (4–1)            |
| Players Championship Finals (7–2) |
| Championship League (0–1)         |

| Eredmény | Sorszám | Év   | Bajnokság                   | Ellenfél a döntőben   | Pontok    |
| Győztes  | 1.      | 2012 | World Grand Prix            | Mervyn King           | 6–4 (sz)  |
| Döntős   | 1.      | 2012 | Grand Slam of Darts         | Raymond van Barneveld | 14–16 (l) |
| Döntős   | 2.      | 2013 | PDC Világbajnokság          | Phil Taylor           | 4–7 (sz)  |
| Győztes  | 2.      | 2013 | Premier League Darts        | Phil Taylor           | 10–8 (l)  |
| Döntős   | 3.      | 2013 | Championship League Darts   | Phil Taylor           | 3–6 (l)   |
| Győztes  | 3.      | 2013 | Players Championship Finals | Phil Taylor           | 11–7 (l)  |
| Győztes  | 4.      | 2014 | PDC Világbajnokság          | Peter Wright          | 7–4 (sz)  |
| Döntős   | 4.      | 2014 | Premier League Darts        | Raymond van Barneveld | 6–10 (l)  |
| Döntős   | 5.      | 2014 | World Matchplay             | Phil Taylor           | 9–18 (l)  |
| Győztes  | 5.      | 2014 | World Grand Prix            | James Wade            | 5–3 (sz)  |
| Győztes  | 6.      | 2014 | Európa-bajnokság            | Terry Jenkins         | 11–4 (l)  |
| Győztes  | 7.      | 2015 | The Masters                 | Raymond van Barneveld | 11–6 (l)  |
| Győztes  | 8.      | 2015 | UK Open                     | Peter Wright          | 11–5 (l)  |
| Döntős   | 6.      | 2015 | Premier League Darts        | Gary Anderson         | 7–11 (l)  |
| Győztes  | 9.      | 2015 | World Matchplay             | James Wade            | 18–12 (l) |
| Döntős   | 7.      | 2015 | World Grand Prix            | Robert Thornton       | 4–5 (sz)  |
| Győztes  | 10.     | 2015 | Európa-bajnokság            | Gary Anderson         | 11–10 (l) |
| Győztes  | 11.     | 2015 | Grand Slam of Darts         | Phil Taylor           | 16–13 (l) |
| Győztes  | 12.     | 2015 | Players Championship Finals | Adrian Lewis          | 11–6 (l)  |
| Győztes  | 13.     | 2016 | The Masters                 | Dave Chisnall         | 11–6 (l)  |
| Győztes  | 14.     | 2016 | UK Open                     | Peter Wright          | 11–4 (l)  |
| Győztes  | 15.     | 2016 | Premier League Darts        | Phil Taylor           | 11–3 (l)  |
| Győztes  | 16.     | 2016 | World Matchplay             | Phil Taylor           | 18–10 (l) |
| Döntős   | 8.      | 2016 | Champions League of Darts   | Phil Taylor           | 5–11 (l)  |
| Győztes  | 17.     | 2016 | World Grand Prix            | Gary Anderson         | 5–2 (sz)  |
| Győztes  | 18.     | 2016 | Európa-bajnokság            | Mensur Suljović       | 11–1 (l)  |
| Győztes  | 19.     | 2016 | Grand Slam of Darts         | James Wade            | 16–8 (l)  |
| Győztes  | 20.     | 2016 | Players Championship Finals | Dave Chisnall         | 11–3 (l)  |
| Győztes  | 21.     | 2017 | PDC Világbajnokság          | Gary Anderson         | 7–3 (sz)  |
| Győztes  | 22.     | 2017 | The Masters                 | Gary Anderson         | 11–7 (l)  |
| Győztes  | 23.     | 2017 | Premier League Darts        | Peter Wright          | 11–10 (l) |
| Győztes  | 24.     | 2017 | Európa-bajnokság            | Rob Cross             | 11–7 (l)  |
| Győztes  | 25.     | 2017 | Grand Slam of Darts         | Peter Wright          | 16–12 (l) |
| Győztes  | 26.     | 2017 | Players Championship Finals | Jonny Clayton         | 11–2 (l)  |
| Győztes  | 27.     | 2018 | The Masters                 | Raymond van Barneveld | 11–9 (l)  |
| Győztes  | 28.     | 2018 | Premier League Darts        | Michael Smith         | 11–4 (l)  |
| Győztes  | 29.     | 2018 | World Grand Prix            | Peter Wright          | 5–2 (sz)  |
| Döntős   | 9.      | 2018 | Players Championship Finals | Daryl Gurney          | 9–11 (l)  |
| Győztes  | 30.     | 2019 | PDC Világbajnokság          | Michael Smith         | 7–3 (sz)  |
| Győztes  | 31.     | 2019 | The Masters                 | James Wade            | 11–5 (l)  |
| Győztes  | 32.     | 2019 | Premier League Darts        | Rob Cross             | 11–5 (l)  |
| Győztes  | 33.     | 2019 | World Grand Prix            | Dave Chisnall         | 5–2 (sz)  |
| Győztes  | 34.     | 2019 | Champions League of Darts   | Peter Wright          | 11–10 (l) |
| Győztes  | 35.     | 2019 | Players Championship Finals | Gerwyn Price          | 11–9 (l)  |
| Döntős   | 10.     | 2020 | PDC Világbajnokság          | Peter Wright          | 3–7 (sz)  |
| Győztes  | 36.     | 2020 | UK Open                     | Gerwyn Price          | 11–9 (l)  |
| Győztes  | 37.     | 2020 | Players Championship Finals | Mervyn King           | 11–10 (l) |
| Döntős   | 11.     | 2021 | Európa-bajnokság            | Rob Cross             | 8–11 (l)  |
| Győztes  | 38.     | 2022 | Premier League Darts        | Joe Cullen            | 11–10 (l) |
| Győztes  | 39.     | 2022 | World Matchplay             | Gerwyn Price          | 18–14 (l) |
| Győztes  | 40.     | 2022 | World Grand Prix            | Nathan Aspinall       | 5–3 (sz)  |
| Győztes  | 41.     | 2022 | Players Championship Finals | Rob Cross             | 11–6 (l)  |
| Döntős   | 12.     | 2023 | PDC Világbajnokság          | Michael Smith         | 4–7 (sz)  |
| Döntős   | 13.     | 2023 | UK Open                     | Andrew Gilding        | 10–11 (l) |
| Győztes  | 42.     | 2023 | Premier League Darts        | Gerwyn Price          | 11–5 (l)  |
| Döntős   | 14.     | 2023 | Players Championship Finals | Luke Humphries        | 9–11 (l)  |
| Döntős   | 15.     | 2024 | The Masters                 | Stephen Bunting       | 7–11 (l)  |
| Döntős   | 16.     | 2024 | World Matchplay             | Luke Humphries        | 15–18 (l) |
| Döntős   | 17.     | 2025 | PDC Világbajnokság          | Luke Littler          | 3–7 (sz)  |

### PDC World Series of Darts tornák: 30 döntős szereplés
| Történet                           |
| World Series of Darts Finals (5–0) |
| World Series of Darts (16–9)       |

| Eredmény | Sorszám | Év   | Bajnokság                    | Ellenfél a döntőben   | Pontok    |
| Győztes  | 1.      | 2013 | Dubai Darts Masters          | Raymond van Barneveld | 11–7 (l)  |
| Döntős   | 1.      | 2013 | Sydney Darts Masters         | Phil Taylor           | 3–10 (l)  |
| Győztes  | 2.      | 2014 | Dubai Darts Masters          | Peter Wright          | 11–7 (l)  |
| Döntős   | 2.      | 2014 | Perth Darts Masters          | Phil Taylor           | 9–11 (l)  |
| Győztes  | 3.      | 2014 | Singapore Darts Masters      | Simon Whitlock        | 11–8 (l)  |
| Győztes  | 4.      | 2015 | Dubai Darts Masters          | Phil Taylor           | 11–8 (l)  |
| Győztes  | 5.      | 2015 | World Series of Darts Finals | Peter Wright          | 11–10 (l) |
| Döntős   | 3.      | 2016 | Dubai Darts Masters          | Gary Anderson         | 9–11 (l)  |
| Győztes  | 6.      | 2016 | Shanghai Darts Masters       | James Wade            | 8–3 (l)   |
| Döntős   | 4.      | 2016 | Tokyo Darts Masters          | Gary Anderson         | 6–8 (l)   |
| Döntős   | 5.      | 2016 | Sydney Darts Masters         | Phil Taylor           | 9–11 (l)  |
| Győztes  | 7.      | 2016 | Perth Darts Masters          | Dave Chisnall         | 11–4 (l)  |
| Győztes  | 8.      | 2016 | World Series of Darts Finals | Peter Wright          | 11–9 (l)  |
| Döntős   | 6.      | 2017 | Dubai Darts Masters          | Gary Anderson         | 7–11 (l)  |
| Győztes  | 9.      | 2017 | Shanghai Darts Masters       | Dave Chisnall         | 8–0 (l)   |
| Győztes  | 10.     | 2017 | US Darts Masters             | Daryl Gurney          | 8–6 (I)   |
| Győztes  | 11.     | 2017 | World Series of Darts Finals | Gary Anderson         | 11–6 (l)  |
| Győztes  | 12.     | 2018 | Auckland Darts Masters       | Raymond van Barneveld | 11–4 (l)  |
| Döntős   | 7.      | 2018 | Brisbane Darts Masters       | Rob Cross             | 6–11 (l)  |
| Győztes  | 13.     | 2019 | Melbourne Darts Masters      | Daryl Gurney          | 8–3 (l)   |
| Győztes  | 14.     | 2019 | New Zealand Darts Masters    | Raymond van Barneveld | 8–1 (l)   |
| Győztes  | 15.     | 2019 | World Series of Darts Finals | Danny Noppert         | 11–2 (l)  |
| Győztes  | 16.     | 2021 | Nordic Darts Masters         | Fallon Sherrock       | 11–7 (l)  |
| Döntős   | 8.      | 2022 | US Darts Masters             | Michael Smith         | 4–8 (l)   |
| Győztes  | 17.     | 2022 | Queensland Darts Masters     | Gerwyn Price          | 8–5 (l)   |
| Győztes  | 18.     | 2023 | US Darts Masters             | Jeff Smith            | 8–0 (I)   |
| Győztes  | 19.     | 2023 | Poland Darts Masters         | Dimitri Van den Bergh | 8–3 (l)   |
| Győztes  | 20.     | 2023 | World Series of Darts Finals | Nathan Aspinall       | 11–4 (l)  |
| Döntős   | 9.      | 2024 | Bahrain Darts Masters        | Luke Littler          | 5–8 (l)   |
| Győztes  | 21.     | 2024 | Dutch Darts Masters          | Luke Littler          | 8–6 (l)   |

### PDC csapatversenyek: 4 döntős szereplés
| Eredmény | Sorszám | Év   | Bajnokság          | Ország    | Csapattárs            | Ellenfél a döntőben                    | Pontok  |
| Győztes  | 1.      | 2014 | World Cup of Darts | Hollandia | Raymond van Barneveld | Anglia (Phil Taylor és Adrian Lewis)   | 3–0 (m) |
| Döntős   | 1.      | 2016 | World Cup of Darts | Hollandia | Raymond van Barneveld | Anglia (Phil Taylor és Adrian Lewis)   | 2–3 (m) |
| Győztes  | 2.      | 2017 | World Cup of Darts | Hollandia | Raymond van Barneveld | Wales (Gerwyn Price és Mark Webster)   | 3–1 (m) |
| Győztes  | 3.      | 2018 | World Cup of Darts | Hollandia | Raymond van Barneveld | Skócia (Gary Anderson és Peter Wright) | 3–1 (m) |

1. 1 2 3 4  (l) = pontszám legekben, (sz) = pontszám szettekben, (m) = pontszám mérkőzésekben.

## További tornagyőzelmei
| Players Championships - Players Championship (BAR): 2012 (x2), 2014, 2015, 2016 (x4), 2018 (x2), 2021, 2022 - Players Championship (BIR): 2012 - Players Championship (COV): 2015 - Players Championship (CRA): 2012, 2013, 2014 (x2) - Players Championship (DUB): 2012, 2016 - Players Championship (HIL): 2023 - Players Championship (KIL): 2012 - Players Championship (MK): 2017, 2018, 2020 (x2) - Players Championship (NIE): 2020, 2022 - Players Championship (SWE): 2009 - Players Championship (WIG): 2013, 2017, 2018, 2019 (x2), 2024 (x2) UK Open Regionals/Qualifiers - UK Open Qualifier: 2012, 2013 (x5), 2014, 2015 (x3), 2016 (x3), 2017, 2018 (x2) World Series of Darts Events - Auckland Darts Masters: 2018 - Dubai Darts Masters: 2013, 2014, 2015 - Dutch Darts Masters: 2024 - Melbourne Darts Masters: 2019 - New Zealand Darts Masters: 2019 - Nordic Darts Masters: 2021 - Perth Darts Masters: 2016 - Poland Darts Masters: 2023 - Queensland Darts Masters: 2022 - Shanghai Darts Masters: 2016, 2017 - Singapore Darts Masters: 2014 - US Darts Masters: 2017, 2023 - World Series of Darts Finals: 2015, 2016, 2017, 2019, 2023 | European Tour Events - Austrian Darts Open: 2013, 2017, 2019, 2022 - Belgian Darts Open: 2023 - Dutch Darts Masters: 2014, 2015, 2016, 2017, 2018 - European Darts Grand Prix: 2016, 2018 - European Darts Matchplay: 2015, 2017, 2018 - European Darts Open: 2013, 2016, 2018, 2019, 2022 - European Darts Trophy: 2016, 2017, 2018 - German Darts Championship: 2015, 2018, 2022 - German Darts Grand Prix: 2017, 2018, 2019, 2025 - German Darts Masters: 2015, 2016, 2017 - German Darts Open: 2019 - Gibraltar Darts Trophy: 2015, 2016, 2018 - Hungarian Darts Trophy: 2024 PDC Youth Tour - Youth Tour (ENG): 2011 (x3) - Youth Tour (IRE): 2011 PDC-csapatvilágbajnokságok - PDC World Cup of Darts (csapat): 2014, 2017, 2018 | - Gleneagle Irish Masters: 2008 - Jägermeister Open: 2011 - Northern Ireland Open: 2005 - Norway Open: 2005 - Open Holland: 2006, 2007 - Open Nederhemert: 2011 - Open Willemstad: 2013 - WDF Europe Youth Cup: 2006 - Welsh Open: 2006 - World Darts Event: 2006 |

## Televíziós 9 nyilasai
| Időpont              | Ellenfél              | Torna                       | Kombináció                           | Díjazás  |
| -------------------- | --------------------- | --------------------------- | ------------------------------------ | -------- |
| 2007. február 17.    | Raymond van Barneveld | Masters of Darts            | T20, 2 x T19; 3 x T20; T20, T17, D18 | 10 000 € |
| 2012. július 25.     | Steve Beaton          | World Matchplay             | 3 x T20; 3 x T20; T20, T19, D12      | 2500 £   |
| 2012. december 30.   | James Wade            | PDC Világbajnokság          | 3 x T20; 2 x T20, T19; 2 x T20, D12  | 7500 £   |
| 2014. október 26.    | Raymond van Barneveld | Európa-bajnokság            | 2 x T20, T19; 3 x T20; 2 x T20, D12  | 5000 £   |
| 2016. március 5.     | Rob Cross             | UK Open                     | 3 x T20; 3 x T20; T20, T19, D12      | 10 000 £ |
| 2019. november 23.   | Adrian Lewis          | Players Championship Finals | 3 x T20; 2 x T20, T19; 2 x T20, D12  | —        |
| 2020. március 8.     | Daryl Gurney          | UK Open                     | 3 x T20; 3 x T20; T20, T19, D12      | —        |
| 2022. november 27.   | Rob Cross             | Players Championship Finals | 2 x T20, T19; 3 x T20; 2 x T20, D12  | —        |
| 2023. szeptember 17. | Luke Humphries        | World Series Finals         | T20, 2 x T19; 3 x T20; T20, T17, D18 | —        |
| 2023. november 26.   | Luke Humphries        | Players Championship Finals | 3 x T20; 3 x T20; T20, T19, D12      | —        |

## Fordítás
Ez a szócikk részben vagy egészben  a   Michael van Gerwen című angol Wikipédia-szócikk fordításán alapul.  Az eredeti cikk szerkesztőit annak laptörténete sorolja fel. Ez a jelzés csupán a megfogalmazás eredetét és a szerzői jogokat jelzi, nem szolgál a cikkben szereplő információk forrásmegjelöléseként.